# 조용한 세상
《조용한 세상》은 2006년에 개봉한 대한민국의 영화이다.

## 캐스팅
- 김상경 : 류정호 역
- 박용우 : 김 형사 역
- 한보배 : 박수연 역
- 한수연 : 정유진 역
- 정규수 : 조 반장 역
- 이종수 : 최 형사 역
- 전수환 : 담당관 역
- 오정세 : 창배 역
- 정일우 : 어린 류정호 역
- 함은정 : 김민희 역
- 황택하 : 인질극 남 역
- 이준희 : 인질극 꼬마 역
- 권태연 : 여경 역
- 오정원 : 수연 모 역
- 송민주 : 세탁기 소녀 역
- 권수현 : 놀이터 소녀 역
- 손선애 : 편집장 역
- 조영호 : 당직 의사 역
- 김효주 : 뉴스 아나운서 역
- 김영신 : 수연 담임 역
- 함정이 : 간호사 역
- 김건호 : 경비원 역
- 설지윤 : 양옥집 부인 역
- 장재영 : 양옥집 남편 역
- 서정규 : 보호남 1 역
- 홍석빈 : 보호남 2 역
- 유화영 : 보호녀 1 역
- 이혜연 : 보호녀 1 역
- 송부건 : 창배 일당 1 역
- 김진욱 : 창배 일당 2 역
- 양준호 : 형사 1 역
- 류재군 : 형사 2 역
- 박성인 : 형사 3 역
- 양준영 : 형사 4 역
- 김진국 : 형사 5 역
- 김영렬 : 구경꾼 1 역
- 곽민석 : 구경꾼 2 역
- 이명준 : 소방관 1 역
- 조석현 : 소방관 2 역
- 강남미 : 지하철 중년 부인 역
- 김정선 : 각선미 여인 역
- 김동하 : 옆테이블 남 역
- 원애리 : 옆테이블 여 역
- 박준영 : 의경 역
- 김유미 : 바텐더 역
- 지평순 : 인질극 꼬마 모 역
- 송윤지 : 사워 여인 역
- 오경옥 : 전단지 여인 역
- 한문수 : 유진 부 역
- 유창현 : 학예회 사회자 남 역
- 김진아 : 학예회 사회자 여 역
- 이경기 : 영어연극 아이들 역
- 박정환 : 영어연극 아이들 역
- 정민정 : 영어연극 아이들 역
- 김경우 : 영어연극 아이들 역
- 조연호 : 자살 남 역
- 정해균 : 민희 담임 (목소리) 역
- 손범수 : 기인열전 사회자 역 (특별출연)
- 이기열 : 검시관 역 (특별출연)